# Râul Bahna, Siret (Lozna)
Râul Bahna este un curs de apă, afluent al râului Siret. 

## Hărți
- Ovidiu Gabor - Economic Mechanism in Water Management  Arhivat în 5 martie 2009, la Wayback Machine.
- Harta județului Botoșani  Arhivat în 18 iulie 2011, la Wayback Machine.